# Kardeş Türküler
Kardeş Türküler (vertaald "Vriendschapsliederen") is een Turkse muziekgroep. Ze werd in het jaar 1993 opgericht door een aantal studenten van de Boğaziçi Üniversitesi en brengt eigentijdse muziek die gebaseerd is en geïnspireerd is op liederen en melodieën van de verschillende volkeren die in en rond Turkije wonen. In de vorm van een koor met begeleiding van traditionele en moderne muziekinstrumenten heeft de groep liederen gebracht in het Turks maar ook in het Armeens, Koerdisch, Azeri, Georgisch, Lazisch, Tsjerkessisch, Farsi en Arabisch.

## Geschiedenis
De groep begon als een project van de folkloreclub van de Boğaziçi Üniversitesi die in 1993 een concert bracht met Turkse, Koerdische, Azeri en Armeense liederen. Als een van de jaarlijkse evenementen van de club kreeg het project op voorstel van Ömer Faruk Kurhan de naam "Kardeş Türküler". De deelnemers aan het project gingen dan verder met de vertolking van Lazische, Georgische, Tsjerkessische, Macedonische en Alevietische liederen en dansen. Vanaf 1995 verrichtte de groep zijn activiteiten onder auspiciën van de Boğaziçi Gösteri Sanatları Topluluğu (BGST) (vereniging voor spektakelkunsten van de Bosporus).
Na vier jaren van concerten en optredens kwam het eerste album in 1997 uit onder de naam Kardeş Türküler. Het album Doğu ("Oosten") met liederen uit Oost-Anatolië en Mesopotamië verscheen in 1999 met onder meer eigen composities. Stilaan begon de groep internationale erkenning te krijgen, onder meer in Engeland en Frankrijk.
Het album Roj û Heyv van 2000 bevatte een bewerking van traditionele Koerdische liederen door de kunstenaar Şivan Perwer. Ook heeft de groep verschillende soundtracks voor films opgenomen, onder meer Vizontele (2000) en Vizontele Tuuba (2003). In de daaropvolgende cd's Hemâvaz (2002), Bahar (2005), Çocuk Haklı (2011) en Yol (2017) worden niet alleen de gemeenschappelijke culturele eigenschappen maar ook de eigen diversiteit van de verschillende volkeren en culturen in en rond Turkije, door middel van muziek en liederen, beklemtoond.

## Korte discografie
- Kardeş Türküler - 1997 - Kalan Müzik
- Doğu - 1999 - Kalan Müzik
- Vizontele - 2001 - Kalan Müzik
- Hemâvâz - 2002 - Kalan Müzik
- Vizontele Tuuba - 2004 - Kalan Müzik
- Bahar - 2005 - Kalan Müzik
- Çocuk (H)aklı - 2011 - Kalan Müzik
- Yol - 2017 - Kalan Müzik